# صاروخ نووي حراري

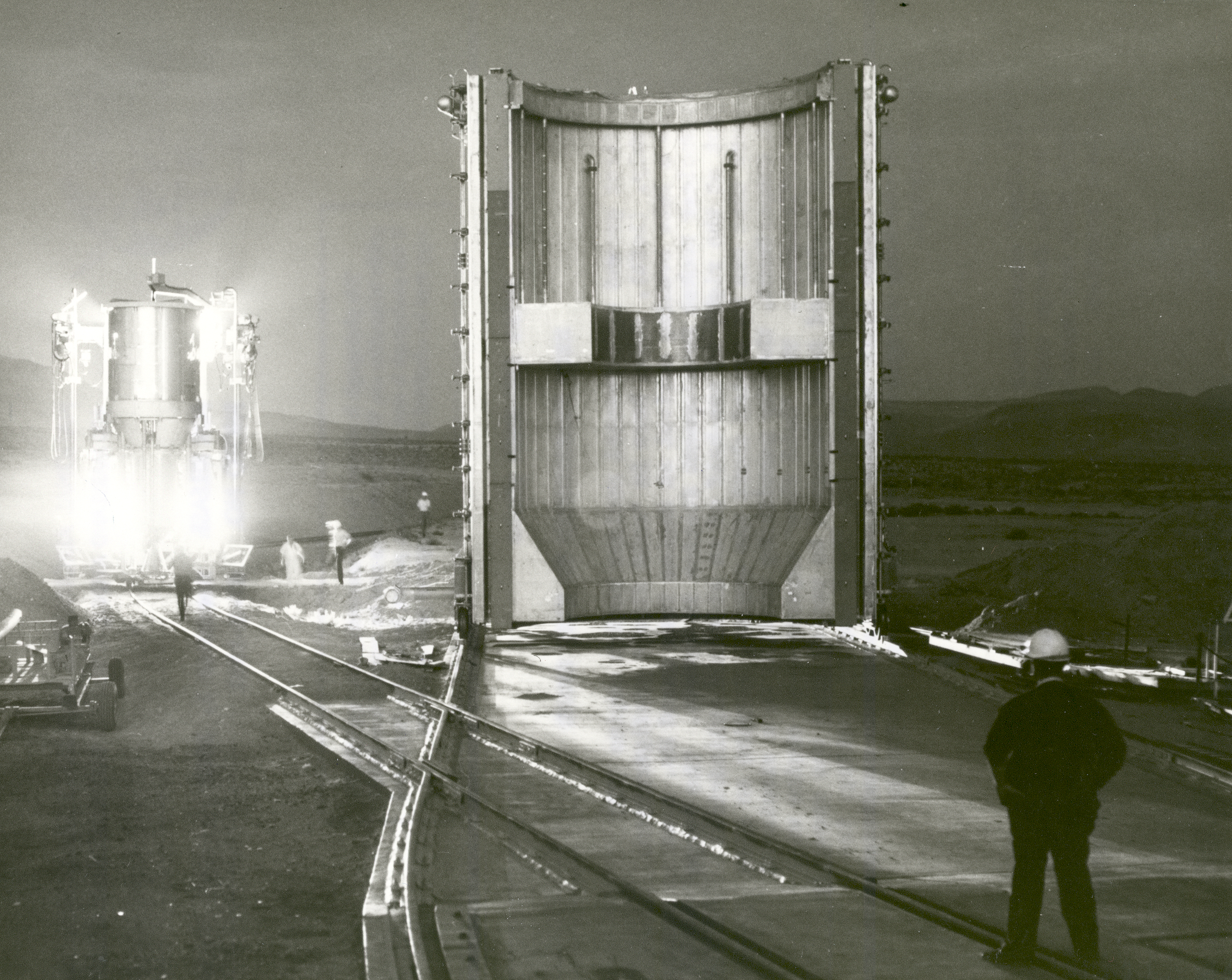
1 ديسمبر 1967م تم عرض التجميع الأرضي الأول لمحرك الصواريخ النووية التجريبية

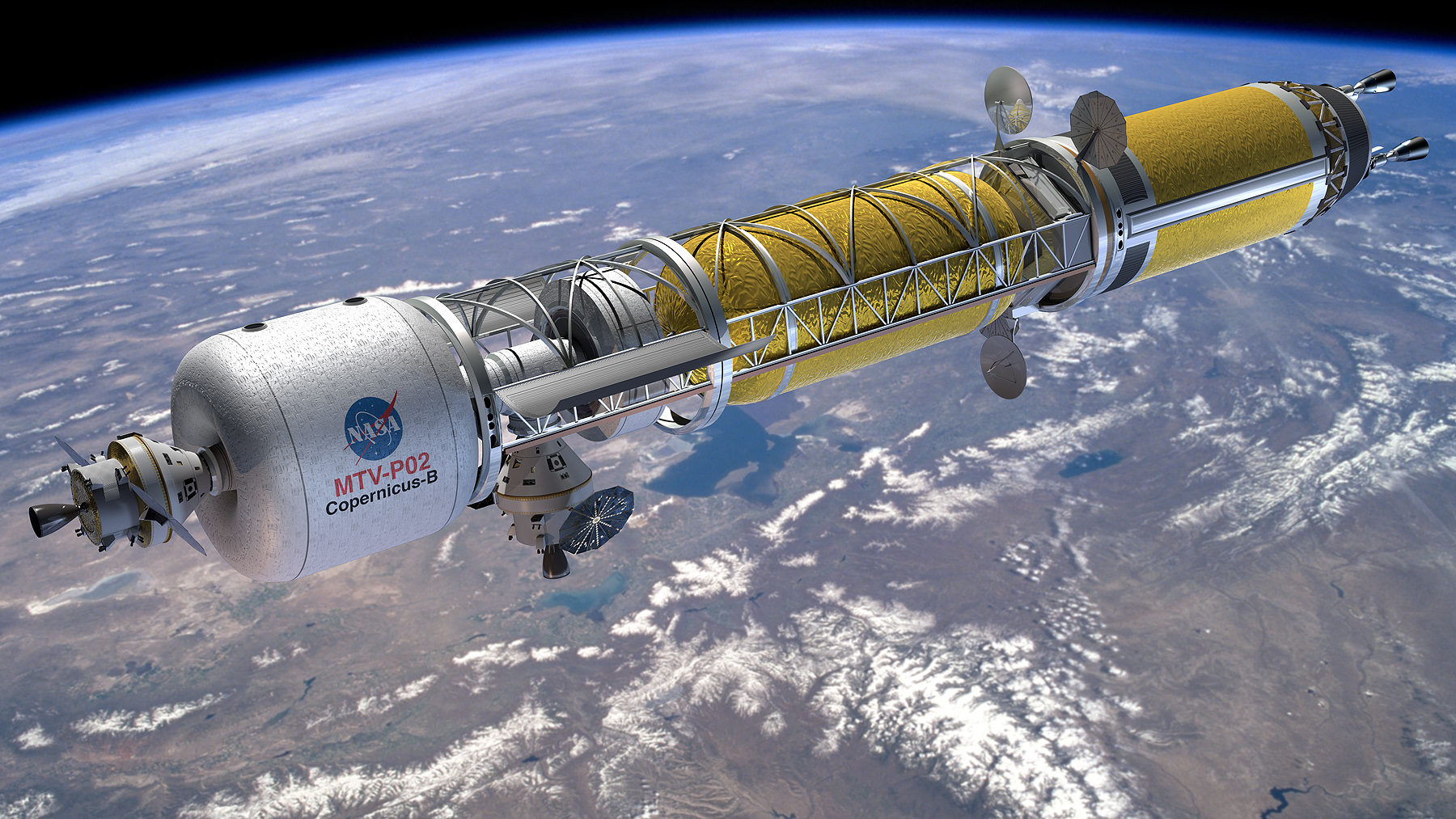
نقل مركبة ناسا باستخدام 3 محركات نووية في المدار الأرضي المنخفض

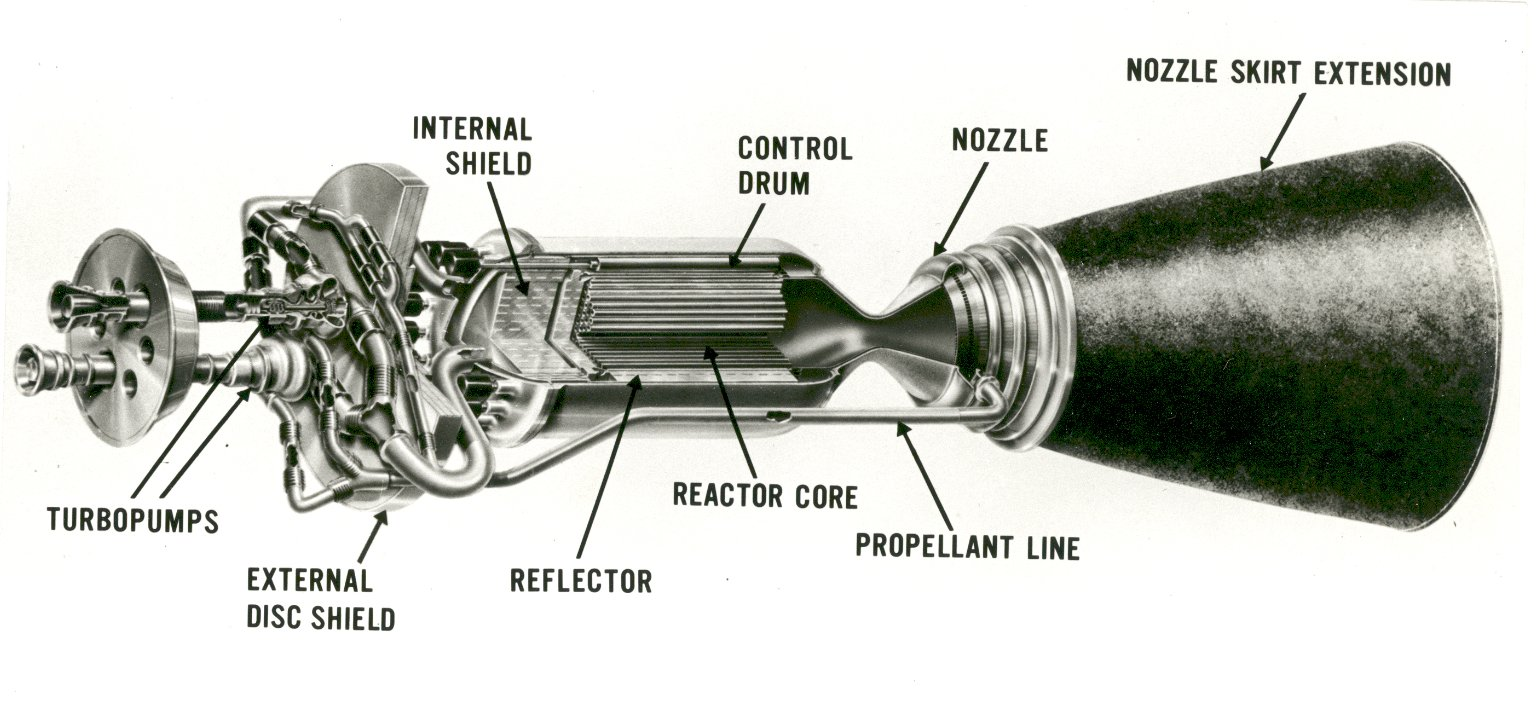
تصميم المحرك النووي للمركبات الصاروخية

صاروخ نووي حراري هو تقنية مقترحة لتدوير المركبات الفضائية حيث يتم تسخين سائل في الغالب يكون هيدروجين سائل إلى درجة حرارة عالية في مفاعل نووي ثم يتوسع خلال فوهة صاروخية ليخلق قوة دفع.
هذا النوع من الصواريخ الحرارية تحل محل الطاقة الكيميائية للمواد الكيميائية التفاعلية للوقود في صاروخ كيميائي حيث يتحول نموذج السخان الحراري بدلاً من المواد الدافعة التفاعلية للصواريخ الكيميائية إلى إنتاج سرعة عادم فعالة متفوقة وبالتالي كفاءة دفعية متفوقة. تبلغ الكتلة الإجمالية الإجمالية لرفع الصاروخ النووي حوالي نصف كتلة صاروخ كيماوي وبالتالي عند استخدامه كمرحلة عليا فإنه يتضاعف أو يتضاعف إلى ثلاث مرات الحمولة المحمولة إلى المدار.
تم تخطيط قاطرات الفضاء الحرارية في الأصل كمكون واحد في نظام النقل الفضائي مع نقل الحمولات من مدار الأرض المنخفض إلى المدارات الأعلى والقمر والكواكب الأخرى.
اقترح روبرت بوزارد مركبة «آسبن» ذات المرحلة الواحدة إلى المدار باستخدام صاروخ حراري نووي للدفع ووقود الهيدروجين السائل من أجل الحماية الجزئية ضد تشتت النيوترون في الغلاف الجوي السفلي.
درس الاتحاد السوفياتي المحركات النووية لصواريخ القمر الخاصة بهم ولا سيما في المراحل العليا من صاروخ N-1 على الرغم من أنها لم تدخل برنامج الاختبار الشامل مثل البرنامج الذي أجرته الولايات المتحدة طوال الستينات في موقع اختبار نيفادا على الرغم من العديد من عمليات إطلاق النار الناجحة لم تطلق الصواريخ النووية الأمريكية قبل انتهاء سباق الفضاء.
حتى الآن لم يتم إطلاق أي صاروخ حراري نووي على الرغم من بناء المحرك النووي للمركبات الصاروخية
واختباره مع مكونات تصميم الطيران. تراكمت المشاريع الناجحة في الولايات المتحدة من الفترة 1955 حتى 1972 على مدار 17 ساعة عمل. يعتبر المحرك النووي للمركبات الصاروخية الذي يديره مكتب الدفع النووي الفضائي آخر مفاعل «تطوير تكنولوجي» قبل الشروع في نماذج الطيران التي تراكمت على مدار ساعتين من وقت التشغيل بما في ذلك 28 دقيقة بكامل طاقتها. كما أعلن السوفيت أن الصاروخ الروسي النووي حربي أر دي -0410 كان قد اجتاز سلسلة من الاختبارات في موقع التجارب النووية بالقرب من سيميبالاتينسك.
اختبرت الولايات المتحدة عشرين تصميم ذات أحجام مختلفة خلال مشروع روفر ومشروع المحرك النووي للمركبات الصاروخية من عام 1959 حتى عام 1972 في موقع اختبار نيفادا والفرن النووي بالتدريج حتى ارتفعت الكثافة في الطاقة وبلغت ذروتها في عام 1970.
انتهى برنامج الصواريخ النووية الأمريكية رسمياً في ربيع عام 1973.

## نظرة عامة
يعد الصاروخ النووي الحراري (إن تي أر) نوعًا من أنواغ الصواريخ الحرارية حيث تحل الحرارة الناتجة من التفاعل النووي، وغالبًا الانشطار النووي، محل الطاقة الكيميائية الناتجة عن المواد الدافعة في الصاروخ الكيميائي. في الصاروخ النووي الحراري، يُسخَّن مائع التشغيل والذي يكون عادةً الهيدروجين السائل إلى درجة حرارة عالية في المفاعل النووي، ومن ثم يتمدد خلال الفوهة الصاروخية لتوليد الدفع. يسمح مصدر الحرارة النووية الخارجي بسرعة عادم فعالة أكبر، ومن المتوقع تضاعف سعة الحمولة أو ازديادها لثلاثة أضعاف بالمقارنة مع المواد الدافعة الكيميائية التي تخزن الطاقة داخليًا.
اقتُرحت الصواريخ النووية الحرارية لتُستخدم بمثابة تقنية دفع للمركبات الفضائية، وذلك عندما جرت الاختبارات الأرضية الأولى في عام 1955. حافظت الولايات المتحدة على برنامج تطوير الصاروخ النووي الحراري حتى عام 1973، وعندها توقف ليجري التركيز على تطوير مكوك الفضاء. على الرغم من بناء واختبار أكثر من عشرة مفاعلات تنتج طاقات مختلفة، لم يُطلق أي صاروخ نووي حراري اعتبارًا من عام 2019.
تشمل تطبيقات الطاقة النووية في الفضاء التي جرى إطلاقها سلسلة الأقمار الاصطناعية العاملة بالطاقة النووية ذات الانشطار الكهربائي إس إن إيه بي-10 إيه، وتوباز، وبطاريات النظائر المشعة.
بينما استخدمت كل التطبيقات المبكرة لدفع الصواريخ النووية الحرارية عمليات الانشطار، انتقل البحث في العقد الثاني من القرن الواحد والعشرين إلى أساليب الاندماج. والمثال على هذا مشروع دايركت فيوجن درايف في مختبر برينستون لفيزياء البلازما، على الرغم من أنّ «الاندماج الإيجابي للطاقة بقي محيرًا». في عام 2019، وافق الكونغرس الأمريكي على منح مبلغ 125 مليون دولار بمثابة تمويل لتطوير الصواريخ ذات الدفع النووي الحراري.

## أنواع الوقود النووي
يمكن تصنيف الصواريخ النووية الحرارية حسب نوع المفاعل، وتتراوح ابتداءً من مفاعل صلب بسيط نسبيًا إلى مفاعل ذات قلب غازي صعب البناء لكنه أكثر كفاءة نظريًا. كما هو الحال في جميع تصاميم الصواريخ الحرارية، يتناسب الاندفاع النوعي الناتج مع مربع درجة الحرارة التي يجري تسخين مائع التشغيل (كتلة التفاعل) فيها. يجب أن تكون درجة الحرارة أعلى ما يمكن للحصول على أعلى درجة من الكفاءة. بالنسبة لتصميم مُعطى، تُحدد درجة الحرارة التي يمكن الوصول إليها عادةً من خلال المواد المُختارة لهياكل المفاعل، والوقود النووي، وتغليف الوقود. يُعتبر التآكل أيضًا شيء مقلق، وخاصة ضياع الوقود وما يرتبط به من الإصدارات الإشعاعية. [بحاجة لمصدر]

### القلب الصلب
يجري تغذية المفاعلات النووية ذات القلب الصلب بالوقود عن طريق مركبات اليورانيوم الموجودة في الحالة الصلبة تحت الظروف التي تواجهها، والتي تخضع للانشطار النووي لإطلاق الطاقة. يجب أن تكون مفاعلات الطيران خفيفة الوزن، وقادرة على تحمل درجات حرارة عالية جدًا، لأنّ سائل التبريد الوحيد المتاح هو مائع التشغيل/المادة الدافعة. المحرك النووي ذات القلب الصلب هو أبسط تصميم يمكن إنشاؤه، وهو المفهوم الذي يُستخدم في كل الصواريخ النووية الحرارية المُختبرة.
أداء المفاعل ذات القلب الصلب مقيد في النهاية بخصائص المواد، بما في ذلك نقطة انصهار المواد المُستخدمة في الوقود النووي، ووعاء الضغط في المفاعل. يُمكن للتفاعلات النووية إنتاج درجات حرارة أعلى بكثير مما يمكن أن تصمد أمامها معظم المواد في العادة، وهذا يعني أنه لا يمكن الوصول إلى العديد من إمكانيات المفاعل. بالإضافة إلى ذلك، مع توفير التبريد من خلال المادة الدافعة، يجب أن تشع كل حرارة الاضمحلال التي تبقى بعد إغلاق المفاعل إلى الفضاء، وهي عملية بطيئة تُعرِّض قضبان الوقود إلى ضغط درجة الحرارة العالية. أثناء التشغيل، تتراوح درجات الحرارة عند أسطح قضبان الوقود بين 22 كلفن للمادة الدافعة المُستخدمة وحتى 3000 كلفن عند نهاية العادم. يحدث هذا على طول 1.3 متر من قضيب الوقود، ومن المؤكد أنه سيقود إلى تشقق التغليف إن لم تكن معاملات التمدد متطابقة بشكل دقيق لكل مكونات المفاعل.[بحاجة لمصدر]
عند استخدام الهيدروجين بمثابة مادة دافعة، يعطي تصميم القلب الصلب في العادة اندفاعات نوعية تبلغ 850 إلى 1000 ثانية، وهو ما يعادل ضعفي الاندفاعات النوعية التي تعطيها  التصاميم التي تستخدم الهيدروجين-الأوكسجين السائل، كما في المحرك الرئيسي لمكوك الفضاء. اقتُرحت مواد دافعة أخرى مثل الأمونيا، والماء أو الأوكسجين السائل، إلّا أنّ هذه المواد الدافعة ستوفر سرعة عادم وأداء مُخفّضين بتكلفة وقود مُخفضة لا تُذكر. توجد ميزة أخرى تصب في صالح الهيدروجين، وهي أنه يبدأ بالتفكك في الضغوط المنخفضة عند درجة حرارة نحو 1500 كلفن، وفي الضغوط العالية عند درجة حرارة نحو 3000 كلفن. يقلل هذا من كتلة أنواع العادم، ويزيد الاندفاع النوعي.
كانت المنشورات الأولى في ما يخص التطبيقات الفضائية للمحركات النووية مريبةً. في عام 1947، كان المفاعل النووي الكامل ثقيلًا جدًا لدرجة أنّ المحركات النووية الحرارية ذات القلب الصلب لن تقدر على تحقيق نسبة قوة الدفع إلى الوزن بشكل كلي والتي تبلغ 1:1، وهي ضرورية للتغلب على جاذبية الأرض عند الانطلاق. وصلت تصميمات الصواريخ النووية الحرارية للولايات المتحدة على مدى السنوات الخمس والعشرين التالية إلى نسب قوة الدفع إلى الوزن بلغت بشكل تقريبي 7:1. ما زالت هذه النسبة أقل بكثير من قدرة الصواريخ الكيميائية، والتي تتميز بنسب قوة الدفع إلى الوزن تبلغ 70:1. بالإضافة إلى الخزانات الكبيرة الضرورية لتخزين الهيدروجين السائل، وهذا يعني أنّ المحركات النووية الحرارية ذات القلب الصلب هي الأكثر مناسبة للاستخدام في مدار خارج بئر جاذبية الأرض، ناهيك عن تجنب التلوث الإشعاعي الذي قد ينتج عن استخدامها في الغلاف الجوي.
من طرائق زيادة درجة حرارة عمل المفاعل تغيير عناصر الوقود النووي. هذه الطريقة هي أساس المفاعل ذي الطبقة الجسيمية، والذي يُزوَّد بالوقود عن طريق عدد من العناصر (الكروية عادةً) التي «تطفو» في مائع التشغيل المتمثل بالهدروجين. قد يمنع دوران المحرك بكامله قذف عناصر الوقود خارج الفوهة. يُعتقد أنّ هذا التصميم قادر على زيادة الاندفاع النوعي إلى نحو 1000 ثانية (9.8 كيلو نيوتن في الثانية/كيلوغرام) على حساب التعقيد المتزايد. يمكن لهذا التصميم مشاركة عناصر التصميم مع المفاعل ذو الطبقة الحصوية، إذ يولد العديد منها الكهرباء حاليًا. منذ عام 1987 وحتى عام 1991، موّل مكتب مبادرة الدفاع الاستراتيجي مشروع تيمبر ويند، وهو صاروخ نووي حراري غير دوار يعتمد على تقنية الطبقة الجسيمية. أُلغي المشروع قبل الاختبار. [بحاجة لمصدر]

### صاروخ حراري نووي نابض
الصاروخ الحراري النووي النابض (يجب تجنب الخلط بينه وبين دفع النبضة النووية، والذي يُمثِّل طريقة افتراضية لدفع المركبات الفضائية التي تستخدم الانفجارات النووية بمثابة قوة دفع) نوع من الصواريخ الحرارية النووية ذات القلب الصلب المُستخدمة من أجل الدفع وتضخيم الاندفاع النوعي. حسب هذا المفهوم، تستطيع الصواريخ النووية الحرارية التقليدية ذات القلب الصلب والتي تستخدم الانشطار أن تعمل في الوضع الثابت بالإضافة إلى الوضع النابض، ويشبه إلى حد كبير مفاعل تريغا. بسبب قصر زمن المكوث للمادة الدافعة في الحجرة، يمكن تحقيق تضخيم كبير للطاقة بجعل القلب النووي ينبض، وهذا ما يمكن أن يزيد الدفع عن طريق زيادة تدفق كتلة المادة الدافعة.